# Burgstall Althegnenberg
Der Burgstall Althegnenberg bezeichnet eine abgegangene Burg in Althegnenberg im Landkreis Fürstenfeldbruck in Oberbayern. Der hochmittelalterliche Turmhügel (Motte) der Kernburg trägt seit dem 17. Jahrhundert einen barocken Kapellenbau.

## Geschichte

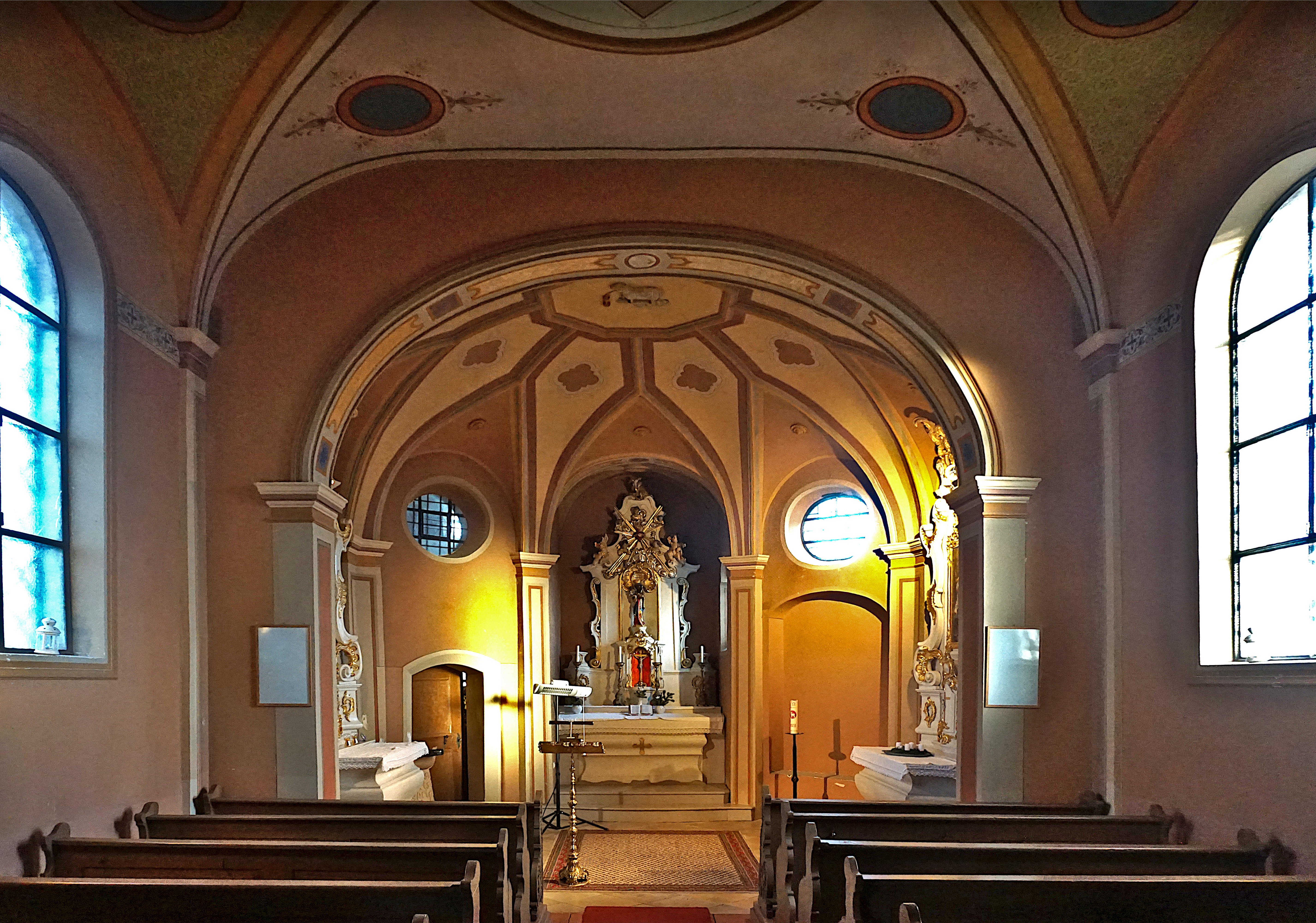
Kapelle St. Maria innen

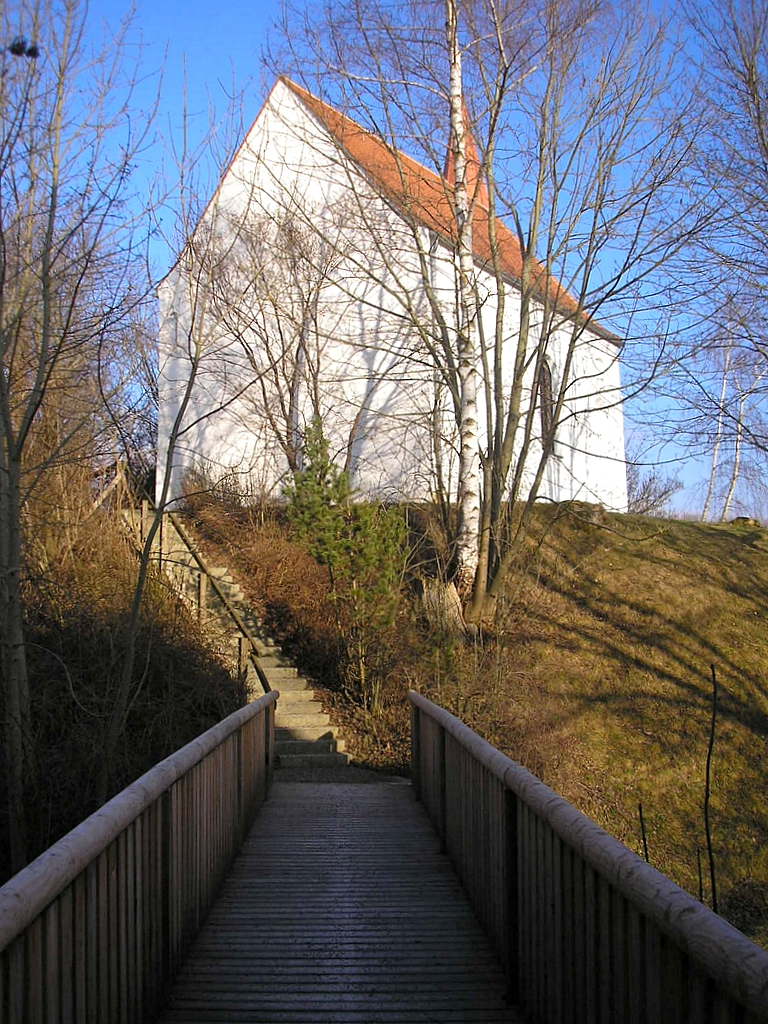
Der Burgstall von Westen

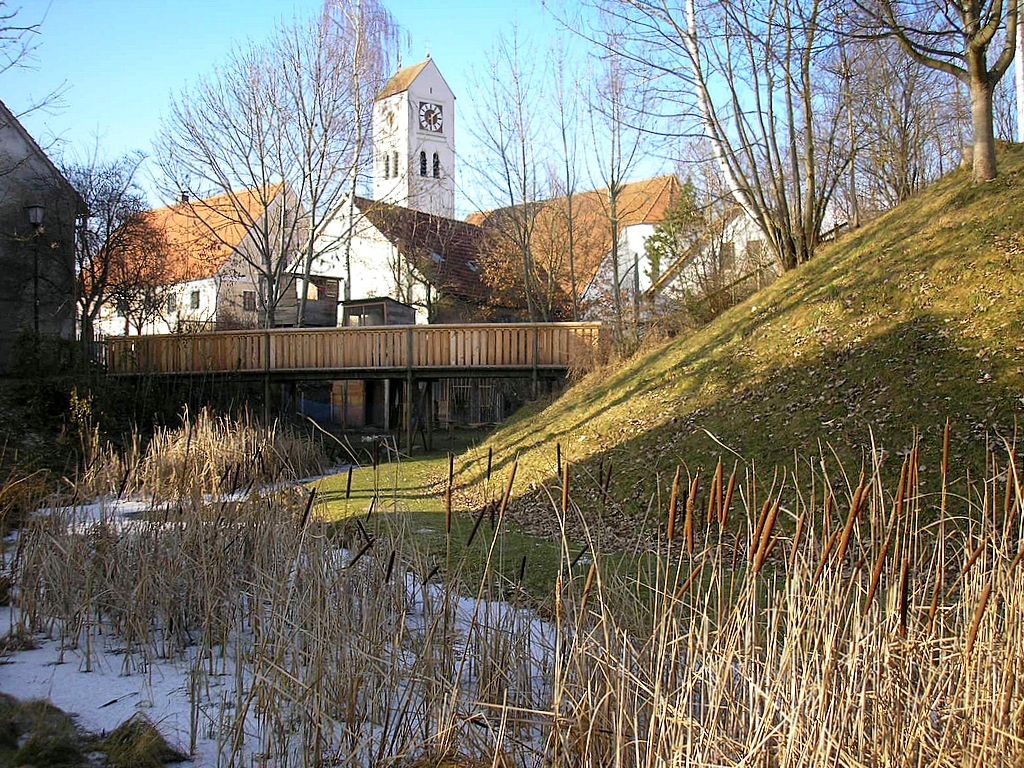
Blick in den ehemaligen Burggraben

### Burgstall
Ein Ortsadel „von Hegnenberg“ ist bereits unter den Welfen nachweisbar. 1192 erscheinen Engelschalk und Hermann von Hegnenberg in den Schriftquellen. Das Geschlecht soll ursprünglich aus Schmalegg bei Ravensburg (Oberschwaben) stammen. Nach dem Tod des letzten Welfen kamen die welfischen Güter am Lechrain über die Staufer an die Herzöge von Bayern. Den Herzögen war das Gebiet nach der Enthauptung des letzten Staufers Konradin in Neapel zugefallen.
Gegen 1260 wurde der Besitz der Familie im Zuge einer Erbteilung aufgespalten. Konrad von Hegnenberg nannte sich fortan „von Haldenberg“ nach seiner kleinen Burg bei Mammendorf (Burgstall Haldenberg), zog aber um 1268 an den Lechrain nördlich von Landsberg am Lech. Die neue, größere Burg wurde ebenfalls „Haldenberg“ benannt (Burg Haltenberg). Dieser Burgneubau ist sicherlich als Grenzburg zur Absicherung der Westgrenze des wittelsbachischen Territoriums entstanden.
Sein Bruder Hermann behielt den Stammsitz der Familie. Ein weiterer Familienzweig wurde mit der Herrschaft Wildenroth belehnt (Burgstall Wildenroth).
Um 1300 verließen die Ortsherren ihre kleine Burg am Ortsrand und errichteten auf einem ungefähr vier Kilometer westlich gelegenen Hügelrücken eine neue Veste. Diese Burg nannte man Neu- bzw. Hofhegnenberg und verlegte auch das herzogliche Pfleggericht. Reste dieser mittelalterlichen Burganlage (Bergfried) haben sich im Mauerwerk des noch heute bewohnten Schlosses Hofhegnenberg erhalten.
1399 wird in einer Quelle ein „perglein“ zu Althegnenberg erwähnt.
Philipp Apian markierte den Ort 1568 auf seiner „Landtafel“ durch die stilisierte Darstellung eines Wohnturmes mit Treppengiebel und Anbau.
Das 19. Jahrhundert interpretierte die kleine Burg in zeittypischer Weise als römische Befestigungsanlage. Im „Oberbayerischen Archiv für vaterländische Geschichte, Band 1, 1839“ wird in Althegnenberg gar ein „Römerthurm und Castrum“ angenommen. Der Turmhügel sei „der stärkste Punkt oder das eigentliche Reduit der ganzen (römischen) Befestigung dieses Ortes“ gewesen (Oberbayerisches Archiv, 3, 1841).

### Kapelle
Der verlassene Burgstall im Tal wurde ab 1676 durch einen kleinen Kirchenbau bekrönt. Als Stifter ist Freiherr Peter von Hegnenberg-Dux überliefert. Die Familie war seit 1540 im Besitz der sieben Dörfer umfassenden Hofmark Hegnenberg.
Die ehemalige Kapelle St. Maria bestand ursprünglich nur aus einem Oktogon mit angefügtem Altarraum. Diese ursprüngliche Andachtsstätte geht auf das Vorbild der Altöttinger Gnadenkapelle zurück. Sie war jedoch eigentlich nicht als Wallfahrtskapelle konzipiert, sondern diente dem Gedächtnis der verstorbenen Angehörigen der Familie von Hegnenberg-Dux. Dennoch entwickelte sich hier eine regional bedeutsame Wallfahrt, die noch bis ins frühe 20. Jahrhundert andauerte. Zum Bauunterhalt hatten die Hofmarksherren eine Kapellenstiftung eingerichtet.
1762/63 wurden das Langhaus und der Turm angefügt. Die Erweiterung wurde wegen des starken Wallfahrtsbetriebes nötig. Aus Kostengründen musste man jedoch die ursprünglichen Ausbaupläne reduzieren. Ein erhaltener Entwurf zeigt einen gestreckt ovalen Erweiterungsbau, ausgeführt wurde ein schlichter, rechteckiger Anbau. 1845 erfolgte eine gründliche Sanierung des Sakralbaues, der das Innere bis heute prägt.
1883 gestaltete man den Hochaltar um und schuf wohl die beiden Seitenaltäre. Hierzu wurden sicherlich Teile der alten Altäre wiederverwendet, weshalb das Dehio-Handbuch die Seitenaltäre ins 18. Jahrhundert datiert.
Weitere Sanierungsarbeiten wurden 1910, 1980 (Außenbau), 1982/85 und 1992 durchgeführt.
Seit 1947 nutzt die evangelisch-lutherische Pfarrgemeinde den Kirchenbau auf dem Burghügel, der schließlich 1993 von der Gemeinde Althegnenberg erworben wurde.

## Beschreibung

### Burgstall

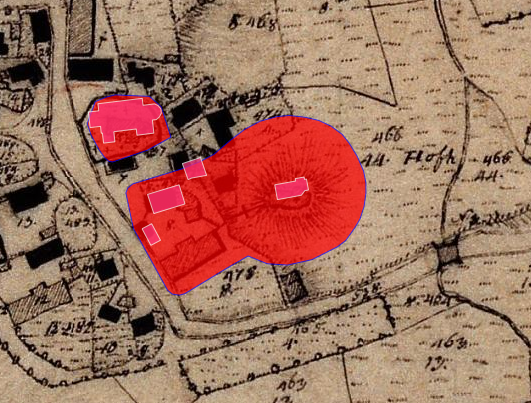
Lageplan von Burgstall Althegnenberg auf dem Urkataster von Bayern

Der Turmhügel wird im Südwesten noch von Resten des ehemaligen Grabens umlaufen (teilweise rekonstruiert). Der Graben soll noch 1920 den Burghügel vollständig umschlossen haben und mit Wasser gefüllt gewesen sein. Erst 1938 füllte man das Gelände mit dem Abbruchmaterial der alten Pfarrkirche auf.
Das Plateau des etwa sechs bis sieben Meter hohen Erdkegels ist ungefähr 15 × 25 Meter groß. Im Westen spannt sich eine moderne Holzbrücke über den Burggraben, der zu einer Grünanlage umgestaltet wurde. Eine kurze Stiege ermöglicht den Zugang zum Kapellenportal auf der Nordseite des Gotteshauses.
Von der Vorburg haben sich durch die spätere Überbauung keine Reste mehr erhalten. Sie lag wohl westlich der Hauptburg auf dem Gelände des „Jakerbauernhofes“. Der heutige Zugang entspricht also annähernd der historischen Situation.
Der Burgstall ist das einzige im Augsburger Umland erhaltene Beispiel einer hochmittelalterlichen Motte in Ortslage. Solche kleinen Ministerialenburgen fanden sich im Hochmittelalter in zahlreichen Orten der Region. Hochmotten auf Hügelrücken haben sich wesentlich zahlreicher erhalten. Diese Anlagen lassen sich teilweise edelfreien Geschlechtern zuordnen. Nur etwa 10 Kilometer westlich liegt über Kissing eine derartige Burganlage auf dem Lechrain (Burgstall Kissing). Auch dort wurde im 17. Jahrhundert auf dem Turmhügel eine Wallfahrtskapelle errichtet.
Das Bayerische Landesamt für Denkmalpflege verzeichnet den Burgstall als „Turmhügel des hohen und späten Mittelalters ("Althegnenberg") mit zugehörigem Wirtschaftshof sowie untertägige frühneuzeitliche Befunde im Bereich der ehem. Wallfahrtskapelle St. Maria“ unter der Denkmalnummer D 1-7732-007.

### „Bergkapelle“
Die ehemalige Wallfahrtskapelle St. Maria besteht aus dem Rest des ursprünglichen Oktogons des Vorarlberger Baumeisters Jobst Mospruckher (Moosbrugger) und dem 1762/63 im Westen angefügten schlichten Langhaus. Nördlich des Choroktogons überragt ein schlanker Turm mit Spitzhelm das Gotteshaus. Der Außenbau wird nur durch die Fensteröffnungen und große Rundbogenblenden am Chor gegliedert. Chor und Langhaus werden von einem gemeinsamen, ziegelgedeckten Satteldach überdeckt.
Der Innenraum ist meist verschlossen. Die heutige Raumfassung von 1845 konnte bei einer Sanierung zwischen 1982 und 1985 freigelegt und ergänzt werden.
Der Hochaltar stammt aus dem dritten Viertel des 18. Jahrhunderts. Wie die beiden Seitenaltäre (wohl 19. Jahrhundert) zeigt er Rokokoformen und ist weiß gefasst (bemalt). Im Zentrum steht eine Nachbildung der Altöttinger Gnadenmadonna. Die Ölbilder der Seitenaltäre schuf der Münchner Meister Bonifaz Locher in den Jahren 1913/14 als Ersatz für zwei Öldrucke. Darüber deuten Allianzwappen der Familien Hegnenberg-Dux-Gebsattel auf die spätere Entstehung der Seitenaltäre. Die Skulpturenausstattung wurde beim Verkauf der Kapelle an die Gemeinde deutlich reduziert. Die Bildwerke verblieben im Besitz der Herren von Gebsattel, denen die Herrschaft Hegnenberg seit dem 19. Jahrhundert gehört.